# Cherso (città)
Cherso (in croato Cres, pronuncia [ˈtsɾes]; in greco antico: Χέρσος?, Chèrsos) è una città della Croazia di 2 738 abitanti (2011), capoluogo dell'isola omonima nella regione litoraneo-montana.
L'abitato di Cherso - che pur essendo relativamente piccolo gode del riconoscimento ufficiale di "città" - è il capoluogo del comune omonimo, che occupa i due terzi settentrionali dell'isola di Cherso. È la capitale storica dell'isola, anche se nell'antichità tale ruolo era rivestito dalla città di Ossero, situata di fronte all'isola di Lussino.

## Monumenti e luoghi d'interesse

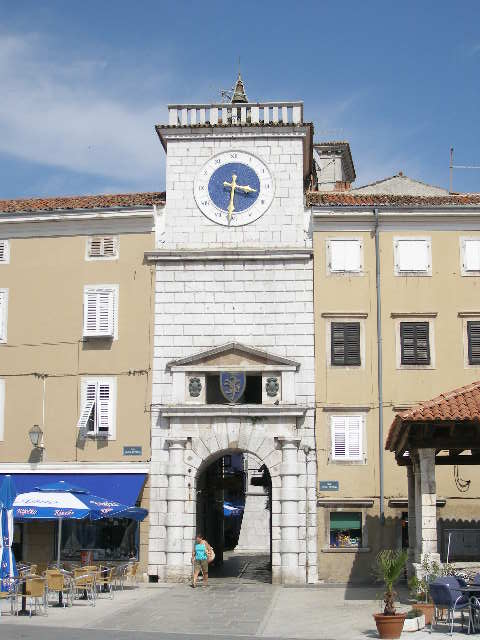
La torre dell'orologio, di epoca veneziana.

Cherso conserva parti dell'antica cinta muraria, nonché numerosi palazzi risalenti al dominio veneziano. Degni di nota sono una porta col leone marciano, la torre dell'orologio e la loggia, di foggia rinascimentale. Cherso diede anche i natali al filosofo Francesco Patrizio, la cui casa è oggi un museo a lui dedicato. Cherso fece parte della Repubblica di Venezia all'interno dello Stato da Mar fino alla caduta della Repubblica nel 1797.

## Società

### Evoluzione demografica
Abitanti censiti

### La presenza autoctona di italiani
È presente una comunità di italiani autoctoni che rappresentano una minoranza residuale di quelle popolazioni italofone che abitarono per secoli la penisola dell'Istria e le coste e le isole del Quarnaro e della Dalmazia, territori che appartennero alla Repubblica di Venezia. La presenza degli italiani a Cherso è drasticamente diminuita in seguito all'esodo giuliano dalmata, che avvenne dopo la seconda guerra mondiale e che fu anche cagionato dai "massacri delle foibe".
All'inizio del XX secolo Cherso si presentava mistilingue. Graziadio Ascoli classificò la città come italiana con presenze slave. Tra le due guerre mondiali la maggior parte degli abitanti di Cherso si dichiarò italiana. In seguito all'esodo giuliano dalmata, durante e dopo la seconda guerra mondiale, la maggioranza italiana lasciò la cittadina per riparare a Trieste ed in altri centri d'Italia. Altri emigrarono anche all'estero. Oggi a Cherso, secondo il censimento del 2011 è presente una minoranza di madrelingua italiana, il 3,27% della popolazione complessiva che costituisce la locale Comunità degli Italiani di Cherso "Francesco Patrizio". Il sodalizio aderisce all'Unione Italiana.

### Lingue e dialetti
| %      | Ripartizione linguistica (gruppi principali) |
| ------ | -------------------------------------------- |
| 1,11%  | madrelingua bosniaca                         |
| 89,30% | madrelingua croata                           |
| 5,63%  | madrelingua italiana                         |
| 0,66%  | madrelingua serbo-croata                     |
| 0,76%  | madrelingua albanese                         |

## Geografia antropica

### Località
Il comune di Cherso è diviso in 27 insediamenti (naselja) di seguito elencati. Tra parentesi il nome in lingua italiana.
- Beli (Caisole[4][7][8][15][16]) (45)
- Cres (Cherso) (2 281), sede comunale
- Dragozetići (Dragosetti[17]) (18)
- Filozići (Filosici[18] o Fillosich[17]) (6)
- Grmov (Ghermov[19]) (2)
- Ivanje (Ivania) (3)
- Loznati (Losnati[20]) (36)
- Lubenice (Lubenizze[21][22]) (12)
- Mali Podol (Podol Piccolo[23]) (3)
- Martinšćica (San Martino di Cherso[24], anche San Martino in Valle[3][8][25]) (129)
- Merag (Smergo o Merago) (9)
- Miholašćica (San Michele di Cherso[26]) (35)
- Orlec (Aquilonia[3][22][27]) (93 abitanti)
- Pernat (Pernata[28]) (6)
- Porozina (Faresina[7][8][29]) (31)
- Predošćica (Predoschizza[30]) (3)
- Stanić (Stanich[31]) (0)
- Stivan (San Giovanni di Cherso[3][8][32]) (40)
- Sveti Petar (San Pietro[8]) (13)
- Valun (Vallone[33] o Vallon di Cherso[4][34]) (59)
- Važminec (Vasminez) (0)
- Verin (‘’Verin’’) (1)
- Vidovići (Vidovici[35]) (12)
- Vodice (Acquette) (7)
- Vrana (Villa Urana[36]) (12)
- Zbičina (Sbirchina[33]) (5)
- Zbišina (Sbissina[19]) (2)

## Amministrazione

### Gemellaggi
- Comacchio
- Motta di Livenza